# 辛周平
辛周平（1959年7月—），出生于陕西旬邑县清塬乡，中国数学家，长江学者，香港中文大學William M.W. Mong数学教授。他的研究方向为偏微分方程。

## 生平
1982年，辛周平毕业于西北大学数学系，获理学学士学位。1984获西北大学数学系硕士学位。1988年，他获得了密歇根大学Ann Arbor 数学博士学位，导师是Joel Smoller。
在加盟香港中文大学之前，辛周平是纽约大学科朗数学研究所的一名教授。1991年-1993年，他获得了斯隆奖。

## 奖项和荣誉
2002年，辛周平成为国际数学家大会的特邀报告人之一。 
2004年，辛周平因其关于非线性偏微分方程的工作获得了晨兴数学奖金奖。